# Retiometra
Retiometra is een geslacht van haarsterren uit de familie Antedonidae.

## Soorten
- Retiometra alascana A.H. Clark, 1936

Niet (meer) geaccepteerde namen
- Retiometra exigua (Carpenter, 1888) geaccepteerd als Phrixometra exigua (Carpenter, 1888)